# Caladenia plicata
Caladenia plicata là một loài thực vật có hoa trong họ Lan. Loài này được Robert Desmond David Fitzgerald mô tả khoa học đầu tiên năm 1882. Loài địa lan này là đặc hữu khu vực tây nam bang Tây Úc. Tên gọi phổ biến trong tiếng Anh là Crab–lipped spider orchid (lan nhện môi cua).